# Sphaerolobium racemulosum
Sphaerolobium racemulosum är en ärtväxtart som beskrevs av George Bentham. Sphaerolobium racemulosum ingår i släktet Sphaerolobium och familjen ärtväxter. Inga underarter finns listade i Catalogue of Life.